# 1947 في فرنسا
فيما يلي قوائم الأحداث التي وقعت خلال عام 1947 في فرنسا.

## سياسة

### تعيين في المنصب
- 16 يناير – فينسنت أوريول رئيس فرنسا.
- 19 أكتوبر – جاك شابان دلماس عمدة مدينة بوردو.

### انتهاء فترة المنصب
- 22 يناير – ليون بلوم رئيس الحكومة المؤقتة للجمهورية الفرنسية ‏، رئيس فرنسا.
- 31 ديسمبر – فينسنت أوريول نائب فرنسي.

## رياضة
- 1 يناير – بطولة العالم لسباق الدراجات على الطريق 1947
- 1 يناير – بطولة العالم للدراجات على المضمار 1947
- 1 يناير – سباق باريس روبيه 1947
- 1 يناير – سباق طواف فرنسا 1947 الفائزون بيير برامبيا، جان روبك، Édouard Fachleitner [الإنجليزية]‏.
- 21 سبتمبر – جائزة فرنسا الكبرى 1947 الفائز لويس تشيرون.

## ظهور
- 1 يناير – الطاعون رواية من تأليف ألبير كامو.

## أفلام
من الأفلام التي صدرت هذه السنة في فرنسا:
- 1 يناير – السيد فينسنت من إخراج Maurice Cloche [الإنجليزية]‏.

## موسيقى

### أغاني
من الأغاني التي صدرت هذه السنة في فرنسا:
- 1 يناير – لا في ان روز من غناء إديث بياف.

## كتب
من الكتب التي صدرت هذه السنة في فرنسا:
- 1 يونيو – الطاعون من تأليف ألبير كامو.

## مواليد

### يناير
- 1 يناير – جورج-أوليفييه شاتورينو كاتب فرنسي.
- 20 يناير – سيريل جويمارت

### فبراير
- 20 فبراير – جوزيه برويسارت لاعب كرة قدم.

### مارس
- 12 مارس – ديدييه فلامانت ممثل فرنسي.
- 18 مارس – باتريك شيناي ممثل فرنسي.
- 24 مارس – جان كريستوف بوفيت

### أبريل
- 1 أبريل – ألان كون رياضياتي فرنسي.
- 8 أبريل – باسكال لامي
- 29 أبريل – أندريه يلمز ممثل فرنسي.

### مايو
- 20 مايو – بول فورنيل كاتب فرنسي.
- 22 مايو – روبرت بولو دراج فرنسي.

### يونيو
- 15 يونيو – آلان أسبيكت فيزيائي فرنسي.
- 20 يونيو – جيرار كولومب سياسي فرنسي.
- 30 يونيو – جان إيف لودريان سياسي فرنسي.

### يوليو
- 25 يوليو – قاي ديفيد
- 30 يوليو – فرانسواز باري سينوسي

### أغسطس
- 5 أغسطس – فرانسوا أيه كوردوفا عالمة فلكة من الولايات المتحدة الأمريكية.
- 21 أغسطس – فريديريك ميتران سياسي فرنسي.

### سبتمبر
- 3 سبتمبر – جيرارد هولييه
- 8 سبتمبر – ريمي براغ مؤرخ فرنسي.
- 20 سبتمبر – باتريك بوافر دارفور كاتب فرنسي.
- 20 سبتمبر – فرانسوا اوليفييه روسو صحفي فرنسي.
- 25 سبتمبر – فيرمين ريتشارد ممثلة فرنسية.

### أكتوبر
- 6 أكتوبر – جوزيه دايان مخرجة أفلام فرنسية.
- 9 أكتوبر – جيرار لومير
- 9 أكتوبر – فرانس غال مغنية فرنسية.
- 10 أكتوبر – إليزابيث موران سياسية فرنسية.
- 10 أكتوبر – فرنسيس بيرين
- 29 أكتوبر – هنري ميشيل لاعب كرة قدم فرنسي.

### نوفمبر
- 12 نوفمبر – باتريس لوكونت

### ديسمبر
- 8 ديسمبر – جيرار بلان
- 21 ديسمبر – جريج جيرمان ممثل فرنسي.
- 26 ديسمبر – دومينيك باراتيلي لاعب كرة قدم فرنسي.

## وفيات

### يناير
- 11 يناير – أناتول دي مونزي (مواليد 1876) سياسي فرنسي.
- 23 يناير – بيير بونرد (مواليد 1867)

### فبراير
- 24 فبراير – بيير جانيت (مواليد 1859) فرنسيّ عالم نفساني.

### مارس
- 15 مارس – جان ريكارد بلوخ (مواليد 1884)

### نوفمبر
- 28 نوفمبر – فيليب لوكلير دو أوتكلوك (مواليد 1902) عسكري فرنسي.

### ديسمبر
- 7 ديسمبر – تريستان برنار (مواليد 1866) كاتب فرنسي.
- 14 ديسمبر – لويس دولاج (مواليد 1874) رجل أعمال فرنسي.
- 29 ديسمبر – أوغستين برنارد (مواليد 1865)